# لئوبن
شهر لئوبن (به آلمانی: Leoben) در استان اشتایرمارک با جمعیت ۲۵٬۲۲۷ نفر در کشور اتریش واقع شده‌است. دانشگاه لئوبن در این شهر قرار دارد.

## منابع

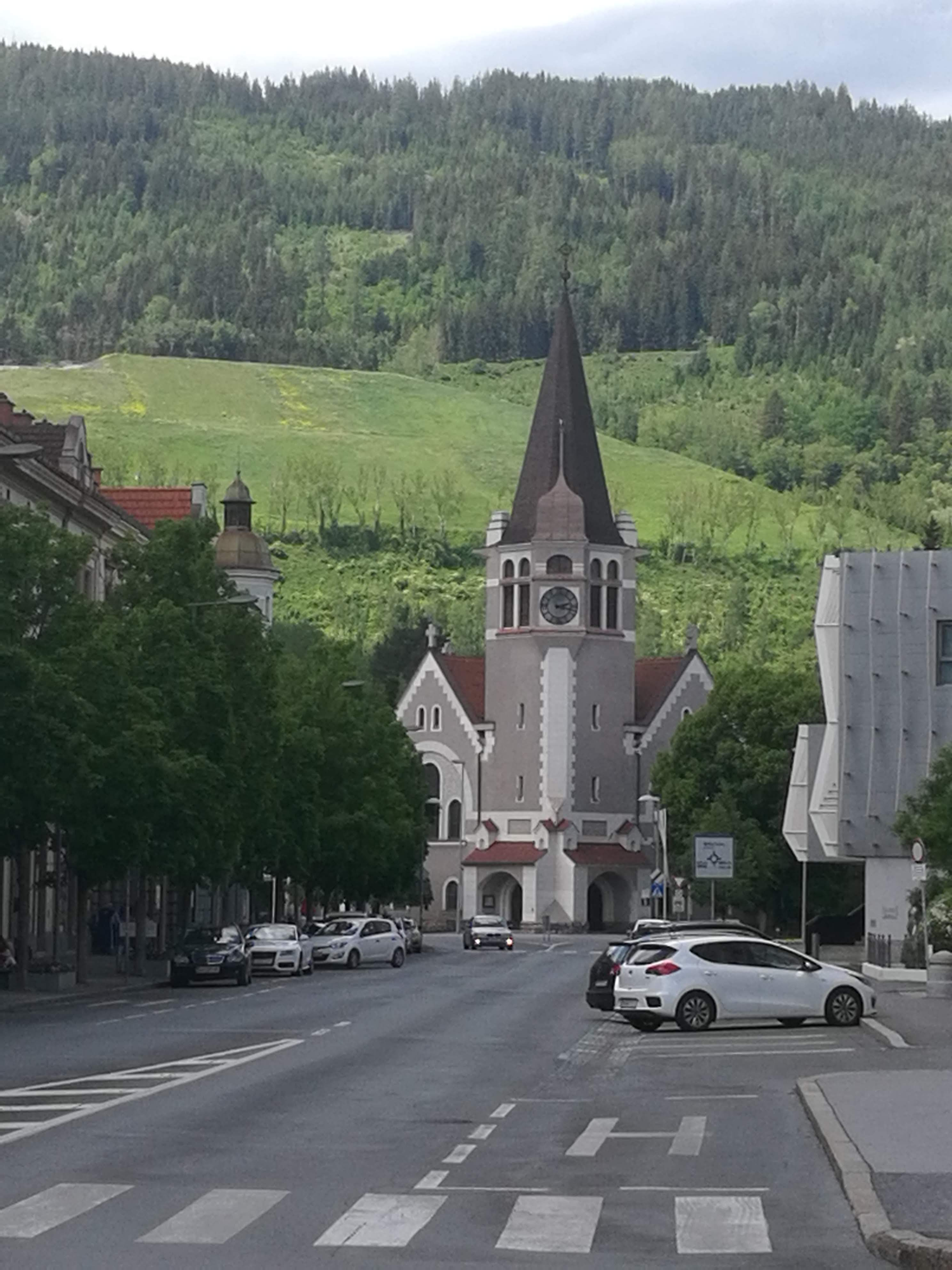
کلیسای شهر لئوبن